# 闵乃大
闵乃大（1911年—2002年），江苏如皋石庄人，德籍华人科学家，中国计算机科学先驱。

## 生平
1936年自清华大学电机工程专业毕业后赴德国柏林卡劳腾堡工业大学留学。1944年获博士学位。抗战胜利后于1948年回国任清华大学电机系电讯网络研究室主任、教授。　
1952年秋，中国科学院数学研究所建立了中国第一个电子计算机科研小组，1953年1月任组长。参与中国计算机研制的奠基工作。
1955年11月14日，中国科学院数学研究所闵乃大在《人民日报》上发表《一个新的科学部门——自动快速电子计算机》。
1956年3月12日至17日，闵乃大率中国代表团参加在莫斯科举行的“苏联数学机械与数学仪器制造发展的途径”国际会议。参观了苏联的若干研究计算机的科研机构，考察了莫斯科大学计算机专业的课程计划，与苏联计算机权威座谈，听取了他们对中国发展计算机事业的建议。3月28日，代表团回国。
1956年8月，出任中国科学院计算技术研究所筹委会委员兼整机研究室主任。
1958年前往民主德国定居，在东柏林的洪堡大学工作。后迁入联邦德国，在斯图加特继续他的线性网络理论研究.

## 家庭
其弟闵乃本为物理学家，中国科学院院士。